# Specie di Pinus
Elenco delle specie del genere Pinus 

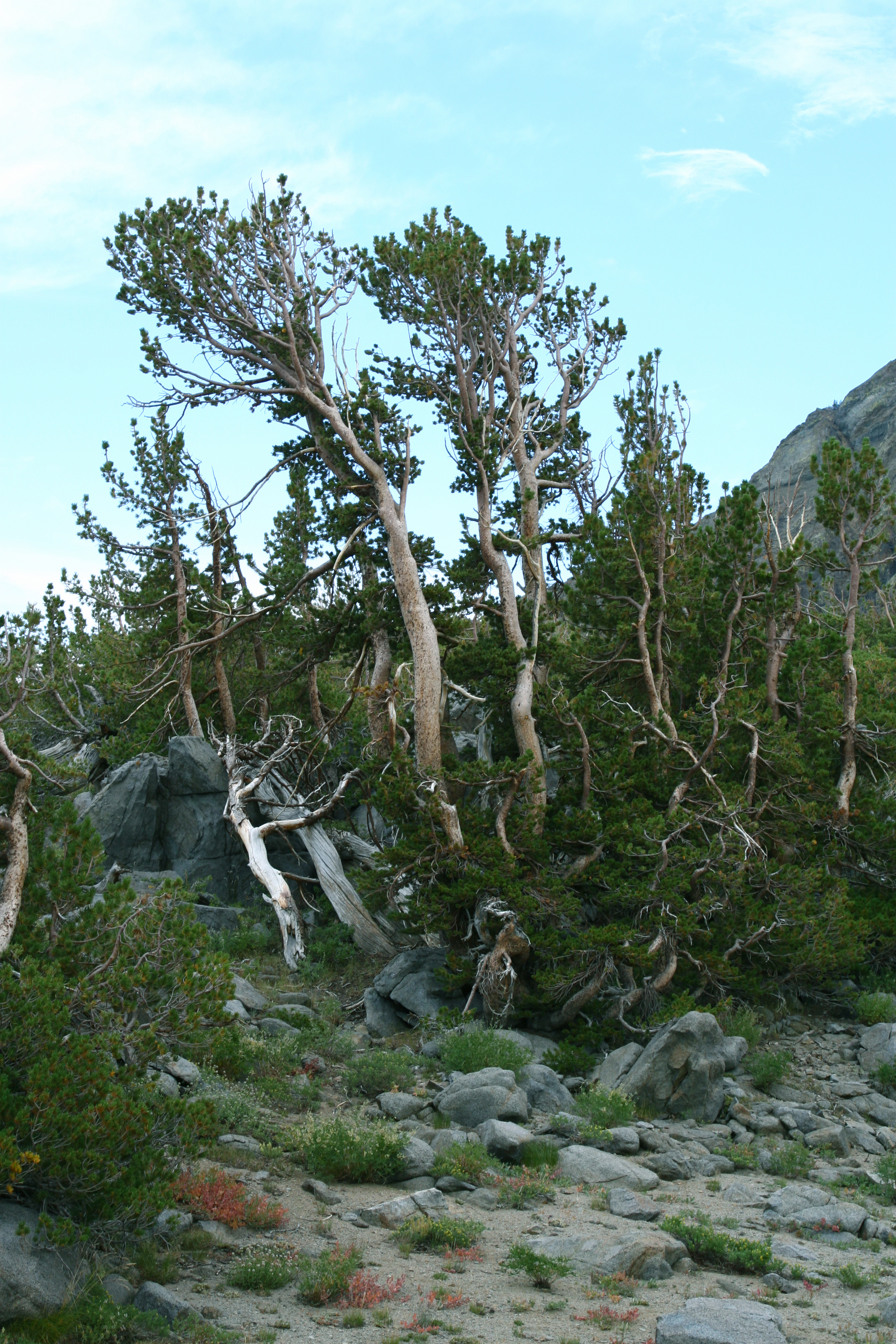
Pino dalla corteccia bianca
(Pinus albicaulis)

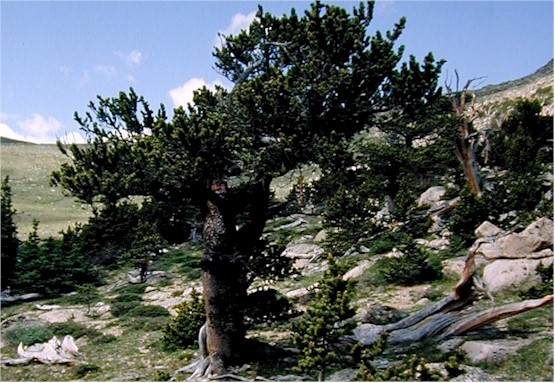
Pino dai coni setolosi delle montagne Rocciose
(Pinus aristata)

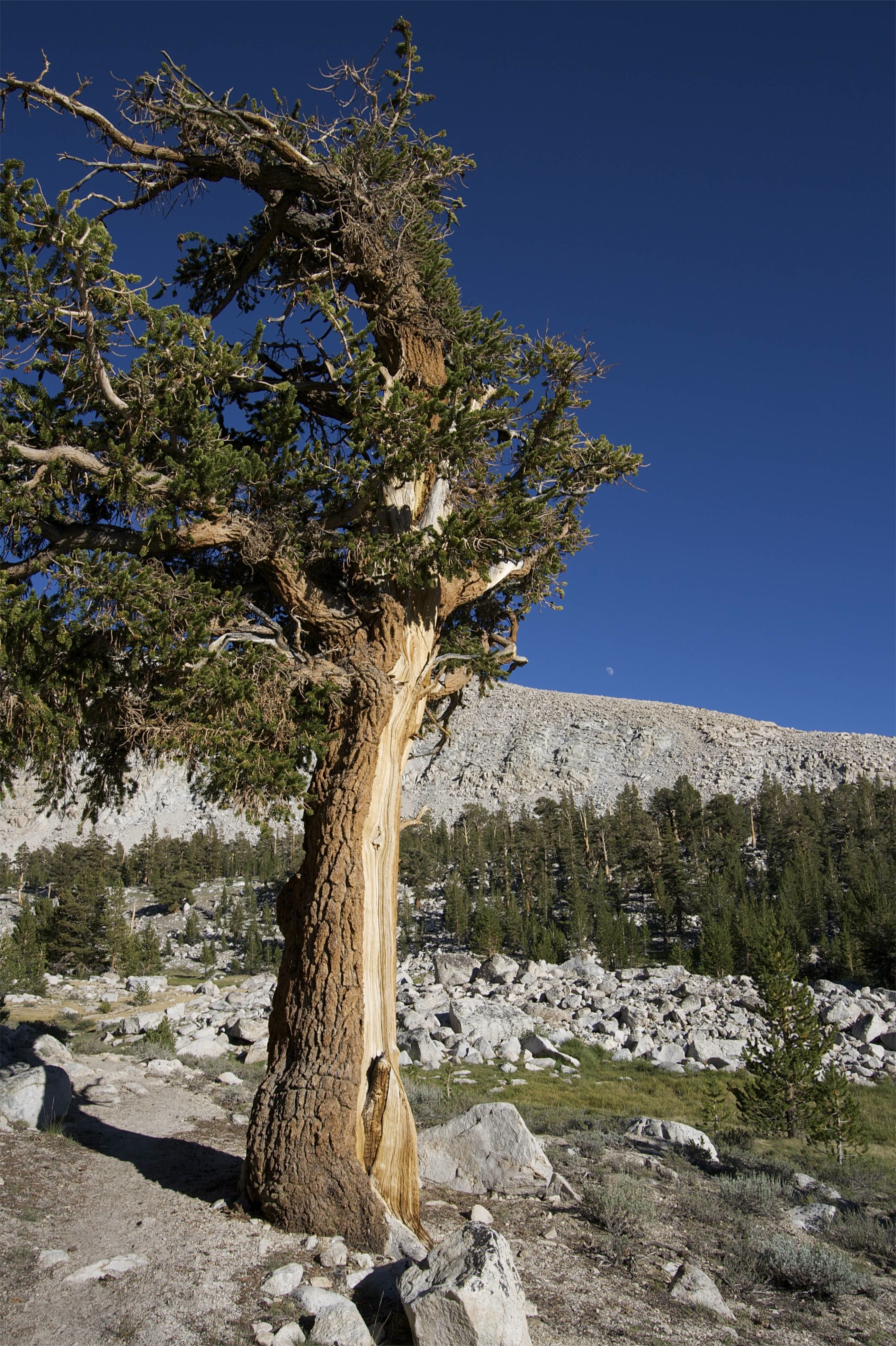
Pino coda di volpe
(Pinus balfouriana)

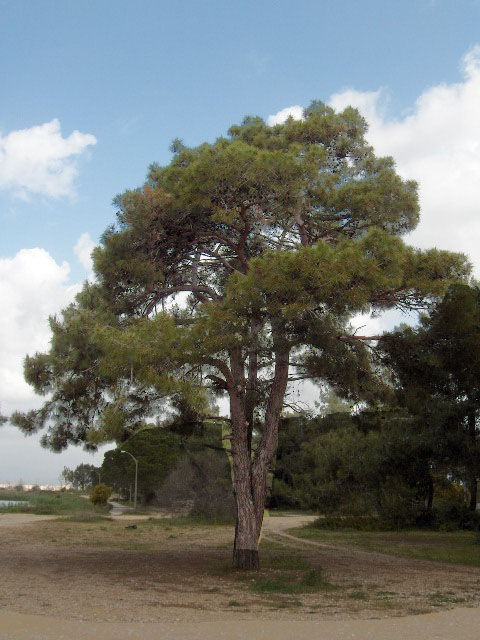
Pino calabrese
(Pinus brutia)

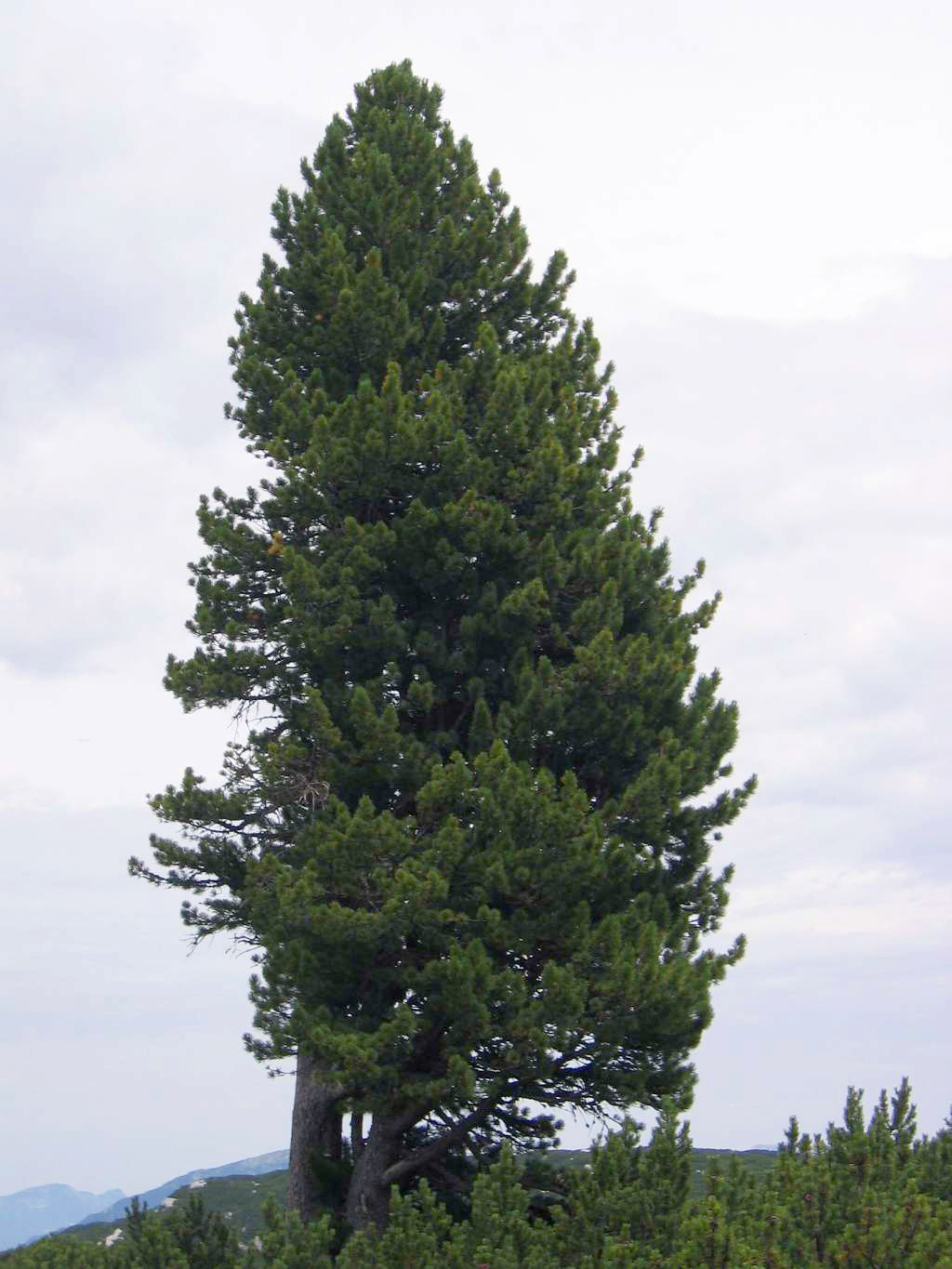
Pino cembro
(Pinus cembra)

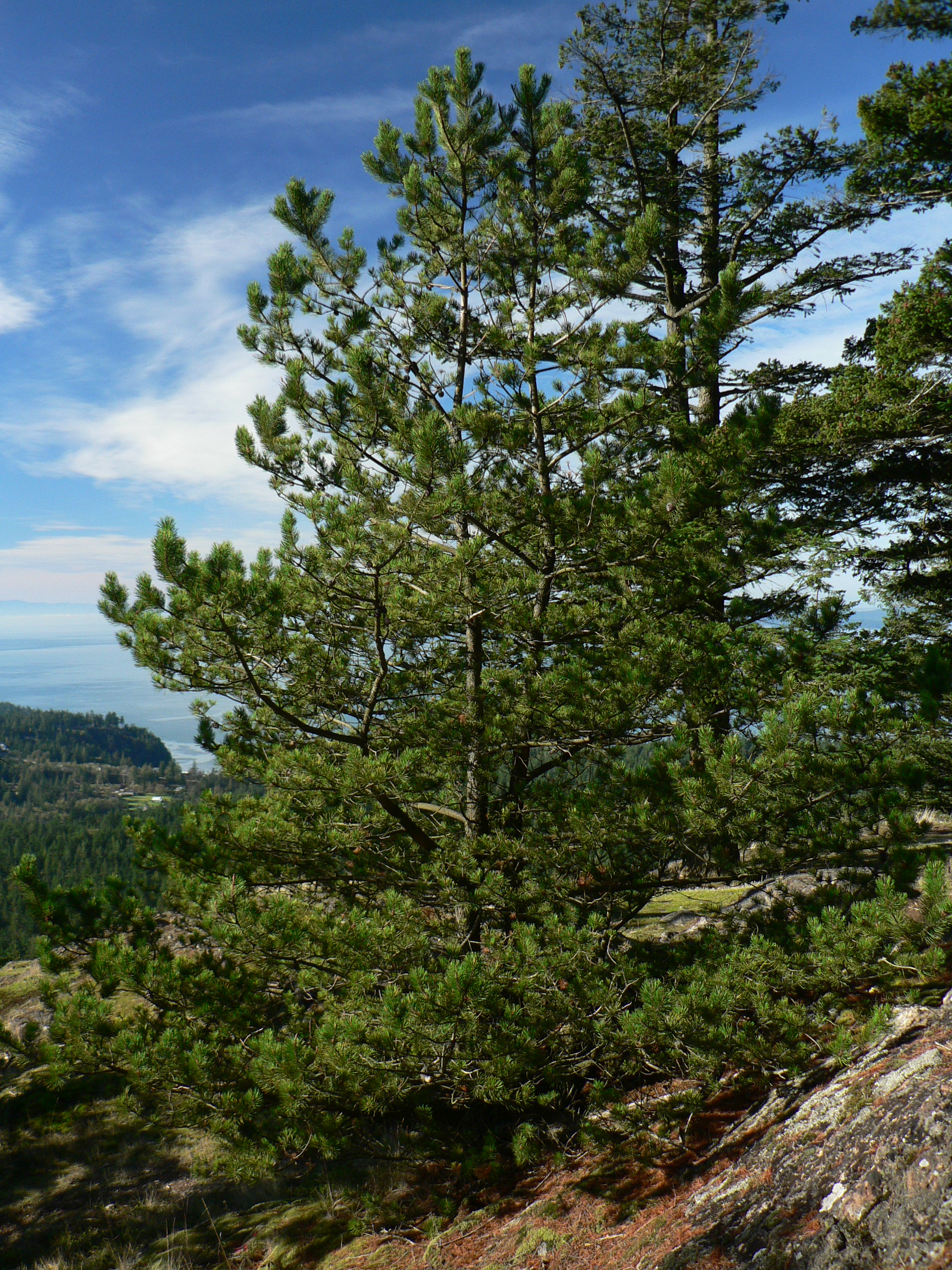
Pino contorto
(Pinus contorta)

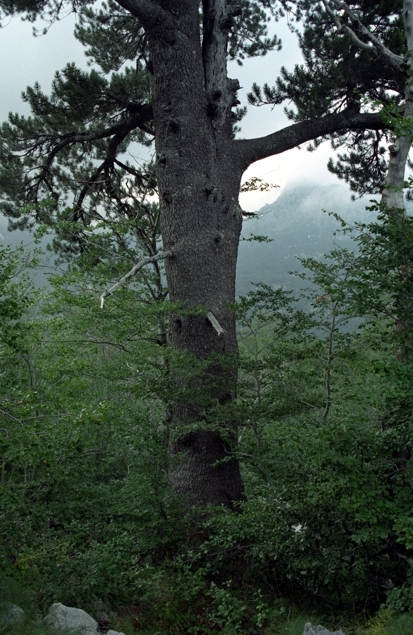
Pino loricato
(Pinus heldreichii)

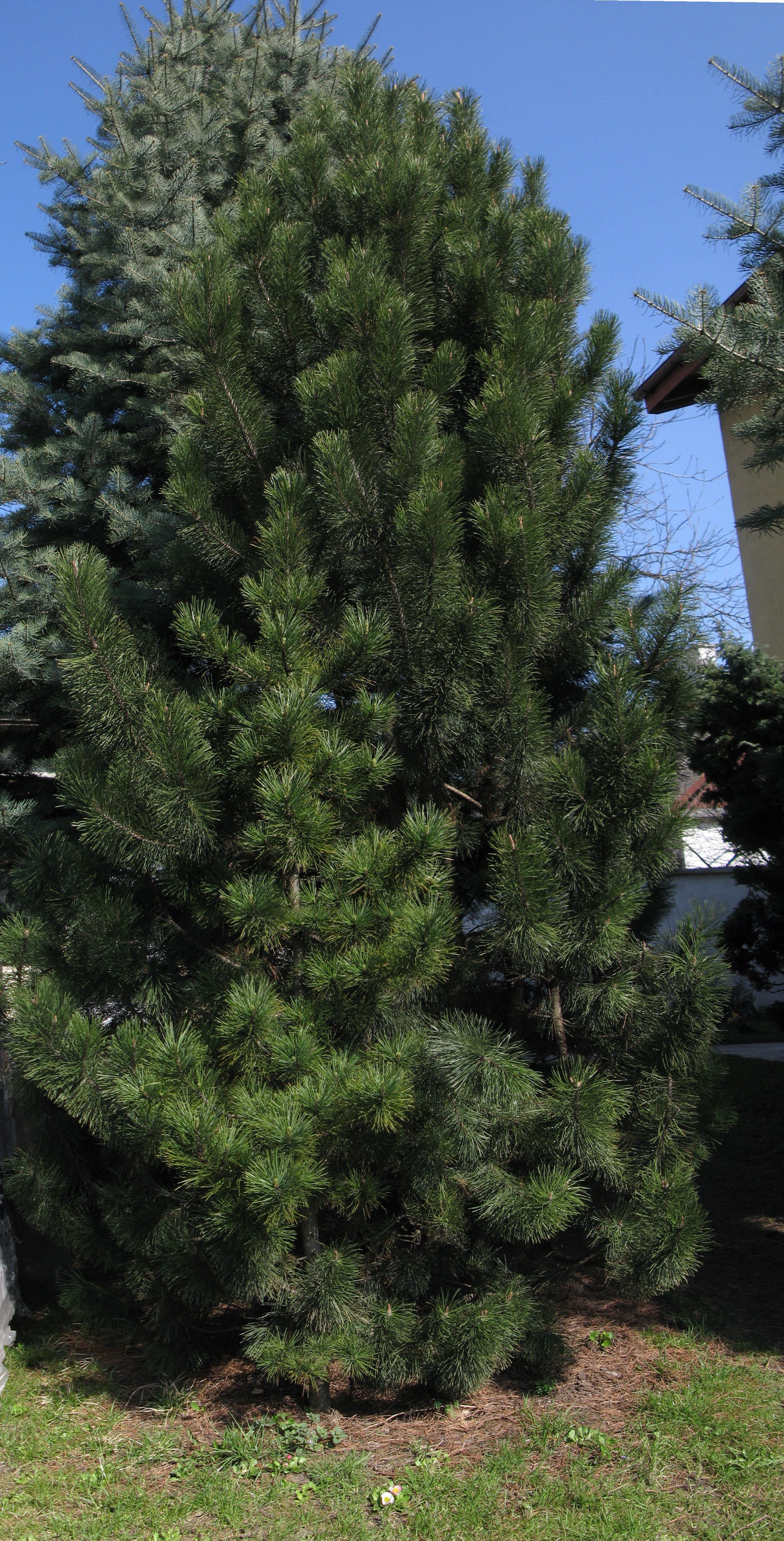
Pino mugo
(Pinus mugo)

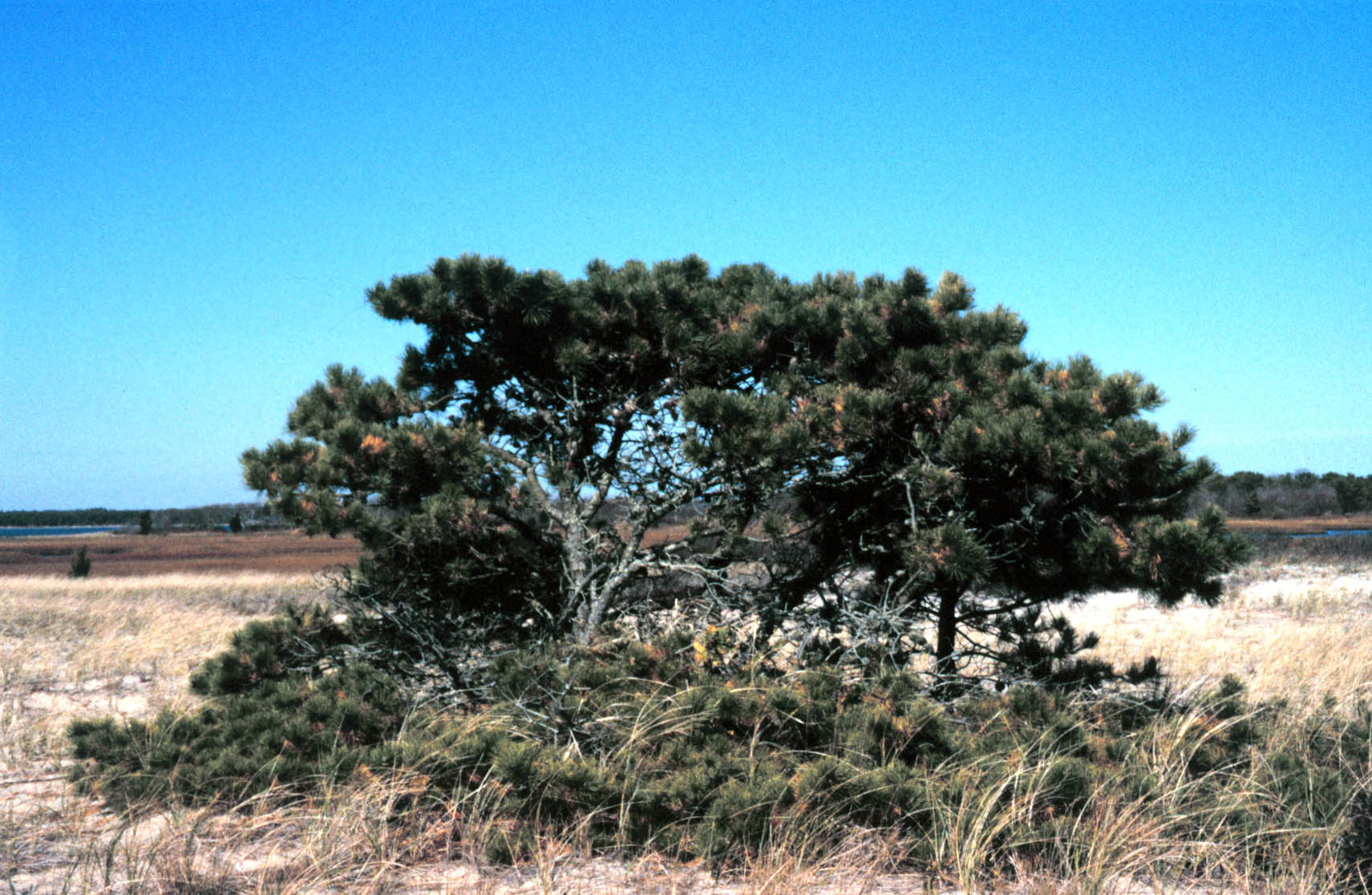
Pino rigido del Massachusetts
(Pinus rigida)

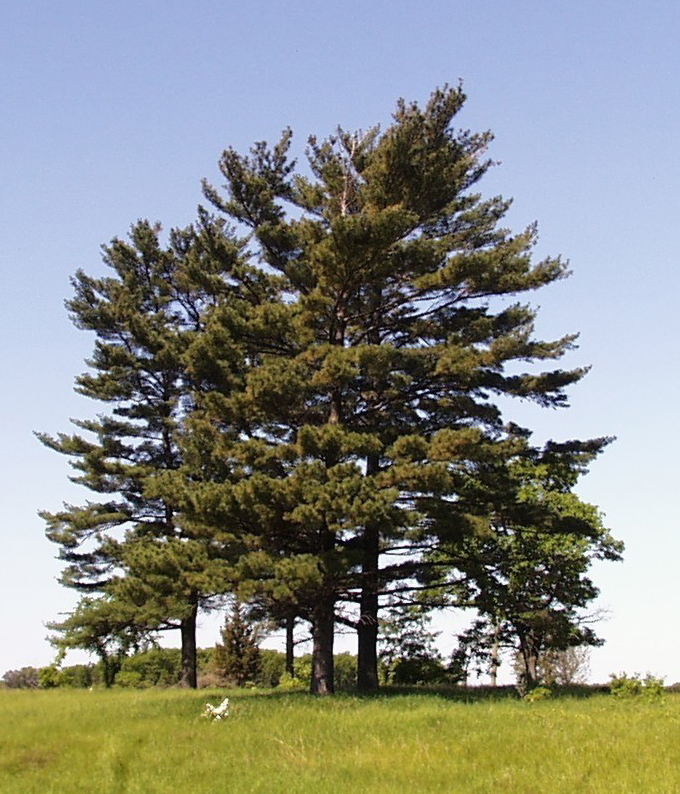
Pino bianco canadese
(Pinus strobus)

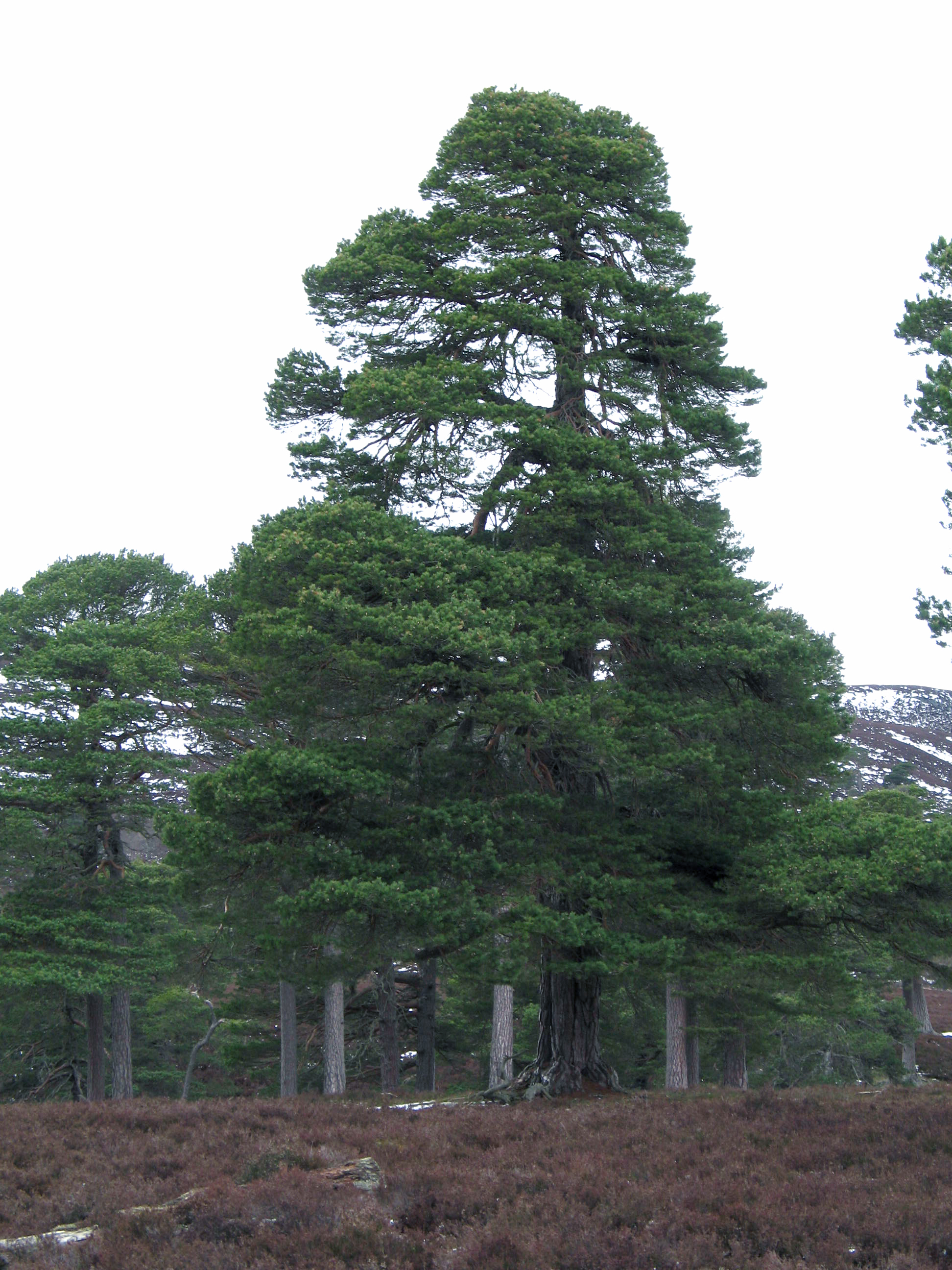
Pino silvestre
(Pinus sylvestris)

## A
- Pinus albicaulis Engelm. - pino dalla corteccia bianca
- Pinus amamiana Koidz. -
- Pinus aristata Engelm.- pino dai coni setolosi delle montagne Rocciose / pino dai coni setolosi del Colorado
- Pinus arizonica Engelm. -
- Pinus armandii Franch. - pino di Armand
- Pinus attenuata Lemmon -
- Pinus ayacahuite Ehrenb. ex Schltdl. - pino bianco messicano[2]

## B
- Pinus balfouriana Balf. - pino coda di volpe
- Pinus banksiana Lamb. - pino di Banks
- Pinus bhutanica Grierson, D.G.Long & C.N.Page -
- Pinus brutia Ten. - pino calabro / pino calabrese
- Pinus bungeana Zucc. ex Endl. -

## C
- Pinus canariensis C.Sm. - pino delle Canarie
- Pinus caribea Morelet -
- Pinus cembra L. - pino cembro o cirmolo
- Pinus cembroides Zucc. -
- Pinus clausa (Chapm. ex Engelm.) Vasey ex Sarg. -
- Pinus contorta Douglas ex Loudon - pino contorto[2] / pino di Lodgepole[2] / pino da carpenteria
- Pinus coulteri D.Don - pino di Coulter
- Pinus cubensis Griseb. -
- Pinus culminicola Andresen & Beaman -

## D
- Pinus dahurica (Turcz.) Ledeb. -
- Pinus dalatensis Ferré -
- Pinus densata Mast. -
- Pinus densiflora Siebold & Zucc. -
- Pinus devoniana Lindl. -
- Pinus douglasiana Martínez -
- Pinus durangensis Martínez -

## E
- Pinus echinata Mill. -
- Pinus edulis Engelm. - pino del Colorado
- Pinus elliottii Engelm. - pino della Florida del sud[2]
- Pinus engelmannii Carrière -
- Pinus eremitana Businský -

## F
- Pinus fenzeliana Hand.-Mazz. -
- Pinus flexilis E.James -
- Pinus fragilissima Businský -

## G
- Pinus gerardiana Wall. ex D.Don -
- Pinus glabra Walter -
- Pinus greggii Engelm. ex Parl. -

## H
- Pinus hakkodensis Makino -
- Pinus halepensis Mill. - pino d'Aleppo[2] / pino di Aleppo / pino di Gerusalemme[2]
- Pinus hartwegii Lindl. -
- Pinus heldreichii H.Christ - pino loricato
- Pinus henryi Mast. -
- Pinus herrerae Martínez -
- Pinus hwangshanensis W.Y.Hsia -

## J
- Pinus jaliscana Pérez de la Rosa -
- Pinus jeffreyi A.Murray -

## K
- Pinus kesiya Royle ex Gordon -
- Pinus koraiensis Siebold & Zucc. - pino di Corea[2]
- Pinus krempfii Lecomte -

## L
- Pinus lambertiana Douglas -
- Pinus latteri Mason -
- Pinus lawsonii Roezl ex Gordon -
- Pinus leiophylla Schiede ex Schltdl. & Cham. -
- Pinus longaeva D.K.Bailey - pino setoloso dell'ovest
- Pinus luchuensis Mayr -
- Pinus lumholtzii B.L.Rob. & Fernald -
- Pinus luzmariae Pérez de la Rosa -

## M
- Pinus massoniana Lamb. - pino rosso cinese[2] / pino massone[2]
- Pinus maximartinezii Rzed. -
- Pinus maximinoi H.E.Moore -
- Pinus merkusii Jungh. & de Vriese - pino di Sumatra[2] / pino di Merkus[2]
- Pinus monophylla Torr. & Frém. - pino ad ago singolo
- Pinus montezumae Lamb. - pino di Montezuma
- Pinus monticola Douglas ex D.Don - pino bianco occidentale / pino argentato
- Pinus morrisonicola Hayata -
- Pinus mugo Turra - pino mugo
- Pinus muricata D.Don - pino del vescovo

## N
- Pinus nelsonii Shaw-
- Pinus nigra J.F.Arnold- pino nero o pino austriaco

## O
- Pinus occidentalis Sw. -
- Pinus oocarpa Schiede -
- Pinus orthophylla Businský -

## P
- Pinus pallasiana D. Don -
- Pinus palustris Mill. - pino giallo[2] / pino palustre[2] / pino pece[2] / pino grasso[2]
- Pinus parviflora Siebold & Zucc. -
- Pinus patula Schiede ex Schltdl. & Cham. - pino jelecote
- Pinus peuce Griseb. - pino macedone
- Pinus pinaster Aiton - pino marittimo[2] / pinastro[2] / pino chiappino[2] / pino da fastelli[2]
- Pinus pinceana Gordon -
- Pinus pinea L. - pino domestico / pino da pinoli / pino a ombrello
- Pinus ponderosa Douglas ex C.Lawson - pino ponderoso[2] / pino giallo occidentale[2]
- Pinus praetermissa Styles & McVaugh -
- Pinus pringlei Shaw -
- Pinus pseudostrobus Lindl. -
- Pinus pumila (Pall.) Regel -
- Pinus pungens Lamb. -

## Q
- Pinus quadrifolia Parl. ex Sudw. -

## R
- Pinus radiata D.Don -  pino insigne[2] / pino di Monterrey[2]
- Pinus remota (Little) D.K.Bailey & Hawksw. -
- Pinus resinosa Aiton -
- Pinus rigida Mill. -  pino rigido
- Pinus roxburghii Sarg. -  pino dell'Himalaya[2]
- Pinus rzedowskii Madrigal & M.Caball. -

## S
- Pinus sabiniana Douglas -
- Pinus serotina Michx. -
- Pinus sibirica Du Tour - pino siberiano
- Pinus squamata X.W.Li -
- Pinus strobiformis Engelm. -
- Pinus strobus L. - pino strobo[2] / pino di Weymouth[2] / pino bianco[2] / pino bianco canadese[2]
- Pinus stylesii Frankis ex Businský -
- Pinus sylvestris L. - pino silvestre[2] / pino comune[2] / pino di Scozia[2] / pino di Riga[2] / pino di Norvegia[2]

## T
- Pinus tabuliformis Carrière - pino di Manciuria[2] / pino cinese[2]
- Pinus taeda L. -
- Pinus taiwanensis Hayata -
- Pinus tecunumanii F.Schwerdtf. ex Eguiluz & J.P.Perry -
- Pinus teocote Schied. ex Schltdl. & Cham. -
- Pinus thunbergii Parl. -
- Pinus torreyana Parry ex Carrière -
- Pinus tropicalis Morelet -

## V
- Pinus virginiana Mill. -

## W
- Pinus wallichiana A.B.Jacks. - pino himalayano / pino di Wallich
- Pinus wangii Hu & W.C.Cheng -

## Y
- Pinus yunnanensis Franch. - pino di Birmania[2] / pino yunnan[2]